# Halkenberg
Halkenberg ist eine kleine Hofschaft von Wipperfürth im Oberbergischen Kreis im Regierungsbezirk Köln in Nordrhein-Westfalen (Deutschland).

## Lage und Beschreibung
Die Hofschaft liegt im Nordosten von Wipperfürth an der Stadtgrenze von Halver. Nachbarorte sind Auf dem Wiebusch, Hohl, Kreuzberg und Ritterlöh. Am westlichen Ortsrand entspringt der in die Neye mündende Bach Halkenberger Bach.
Politisch wird der Ort durch den Direktkandidaten des Wahlbezirks 11 (110) Kreuzberg im Rat der Stadt Wipperfürth vertreten.

## Geschichte
1548 wird die Halkenberg unter der Bezeichnung „Halkenberch“ in den Listen der bergischen Spann- und Schüppendienste erstmals genannt. Ab der Karte Topographische Aufnahme der Rheinlande von 1825 wird der Ortsname „Halkenberg“ verwendet.

## Busverbindungen
Über die im Nachbarort Kreuzberg gelegene Bushaltestelle Kreuzberg der Linie 338 (VRS/OVAG) ist eine Anbindung an den öffentlichen Personennahverkehr gegeben.

## Wanderwege
Der vom SGV ausgeschilderte Rundwanderweg A3 führt südlich der Hofschaft vorbei. 200 m nördlich von Halkenberg verläuft der Halveraner Rundweg.